# Reloj japonés

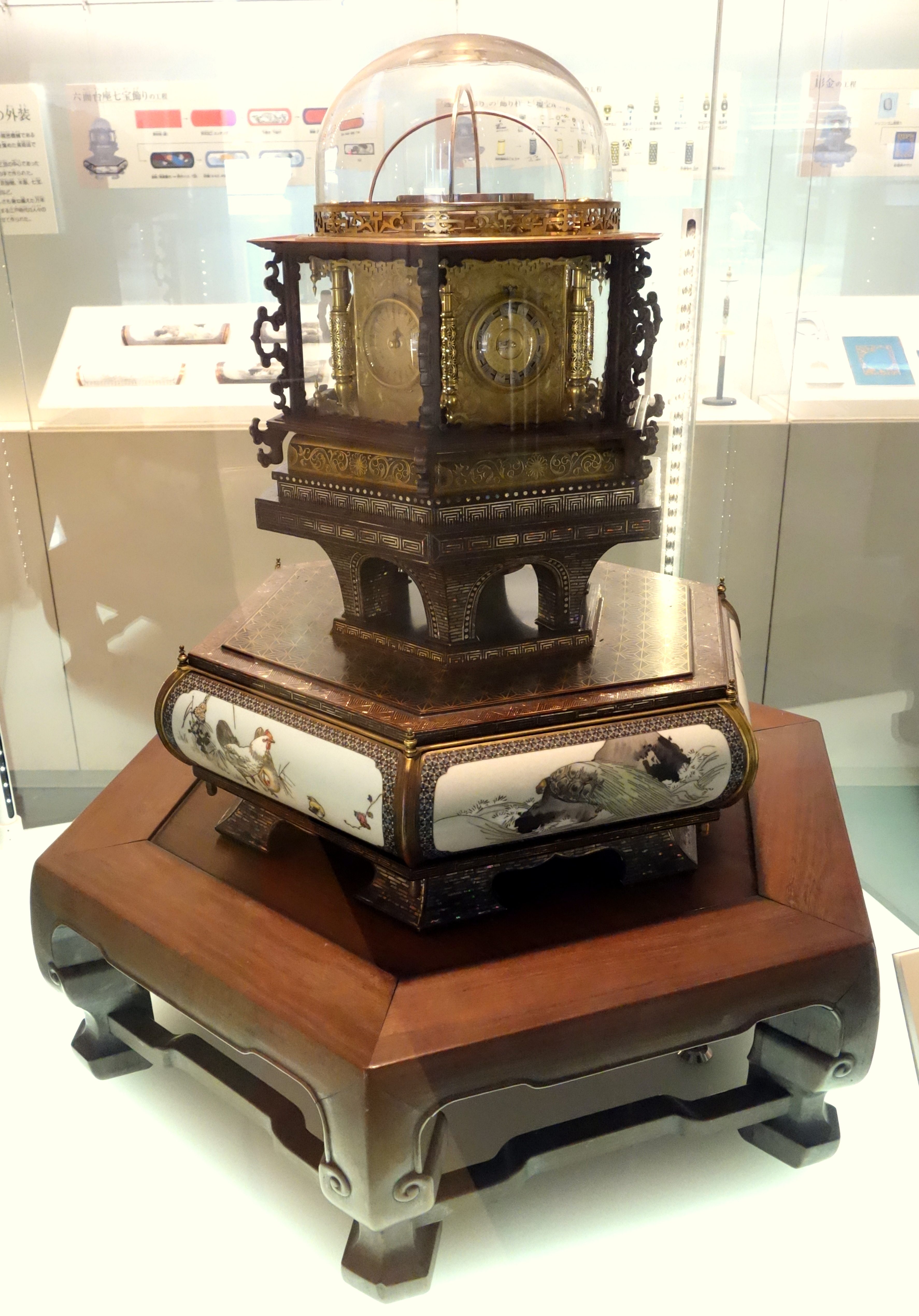
Reloj de Hisashige Tanaka en el Museo Nacional de Ciencia de Tokio.

El reloj japonés (和時計 wadokei?) es un tipo de reloj mecánico hecho para marcar la hora japonesa tradicional. Los relojes mecánicos fueron introducidos en Japón por misioneros jesuitas o comerciantes holandeses en el siglo XVI. Estos relojes fueron diseñados como los relojes linterna, típicamente hechos de latón o hierro.
Una historia frecuentemente relatada es que el primer reloj mecánico en Japón fue enviado por san Francisco Javier a Tokugawa Ieyasu; se sabe con certeza que Ieyasu de hecho poseía un reloj linterna europeo.
Otra versión lo atribuye a un regalo del monarca español Felipe III al Tokugawa leyasu en agradecimiento por la salvación de 50 marinos españoles.
Ni la tecnología de los relojes de péndulo o la de los de espiral balanceada estaban en uso en los relojes europeos de la época, por lo que las mismas no estaban disponibles para los fabricantes de relojes japoneses a comienzos del inicio del período aislacionista japonés, que comenzó  en 1641. El período aislacionista obligó a los fabricantes de relojes japoneses a encontrar la forma de no incluir implementos de los fabricantes de reloj occidentales. Los fabricantes demostraron ingenio para adaptar la tecnología de mecanismos europeos a las necesidades de la tradicional forma de llevar el tiempo en Japón.

## Husos horarios
Adaptar el diseño de los relojes europeos a las necesidades japonesas tradicionales representó todo un desafío para los relojeros japoneses. Se requería el uso de husos particulares: seis unidades de tiempo diurnas desde el alba hasta el ocaso locales y seis nocturnas desde el ocaso hasta el alba.
Los relojes japoneses varían con las estaciones; las horas diurnas duran más en verano y menos en invierno y viceversa. Los relojes europeos señalaban, en cambio, una igualdad entre las horas que no variaba con las estaciones.

## El sistema horario japonés tradicional
El típico reloj tenía seis horas numeradas de 9 a 4, que contaba hacia atrás de amanecer a medianoche; los números de las horas 1 a 3 no eran usados en Japón debido a razones religiosas, ya que tales números eran usados por los budistas para convocar a orar. La cuenta se realizaba al revés porque los recientes relojes artificiales japoneses se valían del quemado de incienso para una cuenta regresiva del tiempo. El amanecer y la noche eran, por lo tanto, señalados ambos como la sexta hora en el sistema japonés.
Además, a cada hora le correspondía un signo del zodíaco chino.
Las seis horas diurnas eran:
| Signo del zodíaco | Símbolo del zodíaco | Numeración japonesa | Hora | Tiempo solar |
| ----------------- | ------------------- | ------------------- | ---- | ------------ |
| Conejo            | 卯                  | 六                  | 6    | Alba         |
| Dragón            | 辰                  | 五                  | 5    |              |
| Serpiente         | 巳                  | 四                  | 4    |              |
| Caballo           | 午                  | 九                  | 9    | Mediodía     |
| Cabra             | 未                  | 八                  | 8    |              |
| Mono              | 申                  | 七                  | 7    |              |

Las nocturnas:
| Signo del zodíaco | Símbolo del zodíaco | Numeración japonesa | Hora | Tiempo solar |
| ----------------- | ------------------- | ------------------- | ---- | ------------ |
| Gallo             | 酉                  | 六                  | 6    | Ocaso        |
| Perro             | 戌                  | 五                  | 5    |              |
| Cerdo             | 亥                  | 四                  | 4    |              |
| Rata              | 子                  | 九                  | 9    | Medianoche   |
| Buey              | 丑                  | 八                  | 8    |              |
| Tigre             | 寅                  | 七                  | 7    |              |

## Adaptación
En 1873 el gobierno japonés adoptó finalmente el estilo occidental de prácticas horarias incluyendo la igualdad entre horas que no varíen con las estaciones, y el calendario gregoriano.